# Ellika
Ellika är en tysk diminutivform av namnet Ella. Namnet betyder alltså lilla Ella. Ella är i sin tur en engelsk kortform av namn som Helena, Eleonora, Elisabet och Gabriella.
Den 31 december 2014 fanns det totalt 250 kvinnor folkbokförda i Sverige med namnet Ellika, varav 167 bar det som tilltalsnamn.
Namnsdag: saknas (1986-1992: 4 juli)

## Personer med namnet Ellika
- Ellika Frisell, svensk folkmusiker
- Ellika Lindén, svensk skådespelerska
- Ellika Mann, svensk skådespelerska
- Ellika Sahlin, svensk sångerska (sopran).